# Varumärkesplattform
Varumärkesplattform är ett strategiskt styrdokument i den varumärkesuppbyggande processen, innehållande element som företagets vision, affärsidé, mission, kärnvärden, varumärkeslöfte, varumärkesidentitet och positionering.